# 兵庫銀行
株式会社兵庫銀行（ひょうごぎんこう）は、かつて兵庫県神戸市に存在した第二地方銀行である。通称は相互銀行・普通銀行時代を通して兵銀（ひょうぎん）。経営破綻するまでは、現在の東京証券取引所に上場していた。1995年に経営破綻、その受け皿銀行となった株式会社みどり銀行についてもここで記す。統一金融機関コードは0561だった。
兵庫銀行の本店は神戸市中央区三宮町1丁目1にあったが、阪神・淡路大震災で建物が倒壊したため、跡地には三宮セントラルビルが建てられ、同年設立された受け皿銀行みどり銀行の本店は神戸市中央区生田町1丁目4番3号に置かれた。なお現在は、整理回収機構を通じて売却されている。
1895年（明治28年）から1904年（明治37年）まで存在した株式会社兵庫銀行（株式会社兵庫共融銀行（明治22年 - 明治28年）が改称）とは別法人である。

## 沿革

### 兵庫銀行
- 1912年10月、三木市にて設立された三木市の三木勧業株式合資会社を前身とする。その後、三木無尽株式会社に改組された同社は、姫路市の山陽金融無尽株式会社と合併し、山陽無尽会社が誕生、当時全国無尽会社中第4位の規模だった。
- 1944年6月20日、おりしも日中戦争以降の経済統制下、無尽会社の合同が求められ、兵庫県下の3社（東亜・神戸大同・山陽の3無尽株式会社）が統合（新設合併）、兵庫無尽株式会社が創設される。
  - 当時、全国の無尽会社の総数は63社で、兵庫無尽会社は全国無尽会社中第3位の規模。また、1949年9月、神戸市に七福相互無尽株式会社が設立（後の、株式会社七福相互銀行→株式会社阪神相互銀行→株式会社阪神銀行）されるまで、県下唯一の無尽会社であった。
- 1951年10月、兵庫無尽は株式会社兵庫相互銀行に商号変更。
- 1971年10月、かねてから関係が深かった高松相互銀行を吸収合併。
- 1989年2月、普通銀行に転換し株式会社兵庫銀行に商号変更。
- 1995年8月、銀行として戦後初めて経営破綻[1]。
  - これまで経営危機のある金融機関は、平和相互銀行、東邦相互銀行等、必ず救済合併が図られており、護送船団方式の崩壊と言われた。
- 1996年3月29日、解散。
- 2001年6月8日、清算終了。

### みどり銀行
- 1995年10月27日、神戸財界等の出資により、株式会社みどり銀行設立（資本金709億5,560万円）。
- 1995年10月31日、株式会社みどり銀行に銀行業免許が交付された。
- 1996年1月29日、みどり銀行が、兵庫銀行の営業を譲り受けて営業開始。第二地方銀行協会の会員資格にある「会員から営業を譲り受ける目的で新たに免許を受けた銀行」の第一号となった。
  - 「会員から営業を譲り受ける目的で新たに免許を受けた銀行」は、現在では東京相和銀行の受け皿銀行となった東京スター銀行のみが現存し、ほかにあった太平洋銀行の受け皿銀行となったわかしお銀行（＝行名変更し現在は三井住友銀行）、幸福銀行の受け皿銀行となった関西さわやか銀行（＝関西銀行に合併し現在は関西みらい銀行）などは合併などにより消滅している。
- 1999年4月1日、みどり銀行は阪神銀行に吸収合併されて「みなと銀行」が誕生した。

## バブル期に業績拡大
1970年に山本義政の後任として兵銀の社長に就任した長谷川寛雄は積極的な拡大路線をとった。翌年の1971年には高松市の高松相互銀行を合併し、香川県や徳島県にも店舗網を広げることとなった。その後、長谷川が会長となって実権を握りつつ、1981年に元日本銀行考査局長を社長に迎え、1982年には元国税庁次長と社長を交替した。
こうした中央とのパイプ作りも奏功し、80年代に入って兵銀の預金量と貸出量は増大し始めた。1987年には預金量が1年に1兆円も増大し、1985年の資産1.8兆円、資本金110億円が、ピークの1990年3月にはそれぞれ4.4兆円の2.4倍、640億円の5.8倍へと急膨張、当時第二地方銀行最大手となった。そして、1989年2月に宿願の普通銀行への転換を果たし、バブル景気もあって株価は5倍に高騰した。1991年に初の海外拠点・香港駐在員事務所を開設した。
しかし、内情を見てみれば1985年度から1994年度までの兵銀の主要業種別の貸出件数の推移を見ると、製造では4000件弱が2000件強へと半減、卸小売飲食でも9000件強からほぼ半減した。バブル期の貸出増加分はバブル崩壊によってほぼ不良債権になった点を考えると、兵庫銀行が製造業や卸小売飲食といった地域の主要産業を放置して、不動産や株式投資に注力していたことがわかる。

## 戦後初の銀行破綻
1990年1月に始まる東証株価下落により、バブル景気が崩壊へと向かった。1992年6月には関連ノンバンクの経営悪化が表面化し、長谷川は会長を引責辞任した。兵銀の預金は最盛期の1991年3月につけた3.7兆円から、1992年3月には3.2兆円、1993年3月には2.4兆円と3/4にまで減少。株価も1/3に急落した。経営危機が公然化し資金不足は深刻化する事態となり、総資産の17％近くを日銀融資に保障されたコール市場から調達、さらには高金利の譲渡性預金をかき集め何とか資金の目途を付けていたものの、もはや完全な死に体だった。
1993年6月、第二地方銀行への天下りとしては異例とも言える大物、元大蔵省銀行局長の吉田正輝（奇しくも、銀行局長時代に同じく乱脈経営で破綻した平和相互銀行の処理を担当した）が社長に就任し、兵銀の経営再建と救済措置に乗り出す。処理策をめぐって兵庫県・神戸市等の地元自治体および財界との調整が進めたものの、1995年1月に阪神・淡路大震災が発生し、兵銀は三宮の本店が倒壊するなど店舗網等が打撃を受けた。さらに、東京協和信用組合・コスモ信用組合や住宅金融専門会社の経営危機と、破綻処理に伴う公的資金問題が表面化した。金融不安を払拭するため、1995年8月30日、兵庫銀行の破綻処理と新銀行への継承が発表された（ちなみに同じ日には木津信用組合も経営破綻している）。

## “みどり”から“みなと”へ
1996年1月29日、みどり銀行（1995年10月27日設立）が、兵庫銀行の営業を譲り受け、発足した。回収不能とされた債権8100億円に対しては、まず預金保険機構が1000万円以下の預金へ4730億円つまりペイオフコストの金銭贈与（適用第一号）、自己資本を取り崩して1745億円、営業権（今後10年間の営業利益見込み）を1800億円設定し、これに対して地元企業と関連金融機関が709億円出資し、日銀が劣後ローンを1100億円支援することで捻出された。
しかし旧兵銀の不良債権を引き継いだのと、営業利益が見込み以下の結果、償却不足となり、1998年、みどり銀行の経営危機が表面化した。結局、同年5月にみどり銀行を破綻させ、1999年4月1日に同じ第二地銀であったさくら銀行系の阪神銀行が救済合併しみなと銀行が発足。大阪府内の一部を除く兵庫県外の店舗は合併直前の同年1月までにすべて閉鎖している。本店営業部を含む一部の店舗（主に阪神銀行と同名の支店）は合併と同時に阪神銀行店舗に統合された。
一連の破綻処理で、投入された公的資金は約1.5兆円であった。つまり、兵銀破綻時の公表不良資産1.5兆円はほぼ全額が回収不能だったことになる。また、帝国データバンクが後に行った、破綻銀行関連の企業倒産では、兵庫銀行関連は446件と調査時点でダントツで、破綻から6年が経過した2001年にも5件あり、その影響の大きさを物語っている。
これを教訓に、後の金融機関の破綻処理では不良債権を整理回収機構に切り離して適資産のみを受け皿金融機関が受け継ぐように制度が整備された。

## 営業店
- 本店営業部 - 神戸市中央区三宮町1丁目1番2号
- 東京支店 - 東京都千代田区岩本町1丁目2番1号
- 新宿支店 - 東京都新宿区西新宿8丁目4番5号
- 青山支店 - 東京都港区南青山3丁目3番3号
- 浜松町支店 - 東京都港区芝大門2丁目4番8号
- 名古屋支店 - 名古屋市中村区名駅3丁目22番4号
- 上前津支店 - 名古屋市中区大須4丁目1番64号
- 今池支店 - 名古屋市千種区今池5丁目38番19号
- 京都支店 - 京都市下京区河原町松原2丁目富永町348号
- 西陣支店 - 京都市上京区今出川通千本東入舟院前町145番
- 福知山支店 - 福知山市字中ノ町8番1号
- 枚方支店 - 枚方市禁野本町1丁目870番4号
- 寝屋川支店 - 寝屋川市東大利町9番9号
- 梅田支店 - 大阪市北区堂山町3番3号
- 天六支店 - 大阪市北区浮田2丁目1番12号
- 歌島橋支店 - 大阪市西淀川区千舟2丁目6番31号
- 豊中支店 - 豊中市中桜塚3丁目10番1号
- 新大阪駅前支店 - 大阪市淀川区西中島4丁目5番1号
- 十三支店 - 大阪市東淀川区十三西之町1丁目211番2
- 新町支店
- 大阪支店 - 大阪市中央区南船場3丁目12番21号
- 船場支店 - 大阪市中央区内本町2丁目4番12号
- 九条支店 - 大阪市西区九条南2丁目34番8号
- 難波支店 - 大阪市浪速区難波中1丁目13番20号
- 今里支店 - 大阪市東成区大今里本町2丁目163番
- 東大阪支店
- 新深江支店 - 大阪市東成区大今里南6丁目8番10号
- 大阪南支店 - 大阪市西成区太子1丁目4番2号
- 森小路支店 - 大阪市旭区大宮1丁目21番12号
- 平野支店 - 大阪市平野区平野本町5丁目14番16号
- 堺支店 - 堺市一条通20番1号
- 岸和田支店 - 岸和田市沼町18番1号
- 中もず支店 - 堺市中百舌鳥町6丁875号
- 高石支店 - 高石市綾園3丁目5番1号
- 尼崎支店 - 尼崎市東難波町5丁目17番30号
- 伊丹支店 - 伊丹市中央4丁目2番1号
- 立花支店 - 尼崎市立花町2丁目1番3号
- 園田支店 - 尼崎市東園田町4番95号
- 塚口支店 - 尼崎市南塚口町2丁目1番1-101号
- 大庄支店 - 尼崎市大庄北4丁目22番8号
- 伊丹北支店 - 伊丹市東野1番31号
- 武庫之荘支店 - 尼崎市武庫之荘東1丁目23番11号
- 川西支店 - 川西市中央町8番13号
- 西宮支店 - 西宮市和上町6番19号
- 宝塚支店 - 宝塚市栄町1丁目20番1号
- 甲東園支店 - 西宮市甲東園1丁目5番3号
- 仁川出張所 - 宝塚市仁川北3丁目7番14号
- 苦楽園支店 - 西宮市南越木岩町11番2号
- 西宮北口支店 - 西宮市甲風園1丁目11番14号
- 宝塚南口支店 - 宝塚市南口1丁目8番20号
- 武庫川支店 - 西宮市高須町2丁目1番19－201号
- 甲子園支店 - 西宮市甲子園五番町13番23号
- 浜甲子園出張所 - 西宮市浜甲子園3丁目3番16号
- 小林支店 - 宝塚市小林5丁目4番19号
- 中山支店 - 宝塚市三笠町6番21号
- 逆瀬川支店 - 宝塚市伊孑志1丁目7番15号
- 芦屋駅前支店 - 芦屋市船戸町5番1号
- 甲南支店 - 神戸市東灘区森南町1丁目5番1－103号
- 芦屋支店 - 芦屋市西山町11番17-101号
- 東灘支店 - 神戸市東灘区甲南町2丁目9番7号
- 芦屋浜支店 - 芦屋市高浜町6番1号
- 岡本支店 - 神戸市東灘区岡本1丁目7番8号
- 水道筋支店 - 神戸市灘区水道筋1丁目25番
- 住吉支店 - 神戸市東灘区住吉本町1丁目7番7号
- 六甲アイランド出張所 - 神戸市東灘区向洋町中5番15号
- 阪神御影支店 - 神戸市東灘区御影中町3丁目1番16号
- 阪急六甲支店 - 神戸市灘区宮山町3丁目3番1号
- 灘支店 - 神戸市灘区深田町4丁目1番39号
- 阪急御影支店 - 神戸市東灘区御影町御影字城ノ前1513番
- 布引支店 - 神戸市中央区中山手通1丁目24番4号
- 葺合支店 - 神戸市中央区宮本通7丁目1番13号
- 青谷出張所 - 神戸市中央区中島通2丁目1番10号
- 三宮支店 - 神戸市中央区三宮町1丁目9番1－110号
- ポートアイランド支店 - 神戸市中央区港島中町3丁目2番6号
- 新神戸支店 - 神戸市中央区生田町1丁目4番3号
- 三宮センタービル支店 - 神戸市中央区三宮町1丁目10番1号
- 三宮東支店 - 神戸市中央区雲井通6丁目1番1号
- 県庁前支店 - 神戸市中央区下山手通5丁目12番26号
- 湊川支店 - 神戸市兵庫区水木通1丁目4番7号
- 上湊川支店 - 神戸市兵庫区荒田町1丁目22番102号
- 神戸駅前支店 - 神戸市中央区多聞通2丁目1番2号
- 兵庫支店 - 神戸市兵庫区七宮町2丁目1番1号
- 長田支店 - 神戸市長田区大塚町3丁目1番14号
- 押部谷支店 - 神戸市西区押部谷町福住628番
- ハーバーランド支店 - 神戸市中央区東川崎町1丁目3番3号
- 三田支店 - 三田市駅前町4番3号
- 有馬出張所 - 神戸市北区有馬町1298番1号
- 篠山支店 - 多紀郡篠山町乾新町68番
- 柏原支店 - 氷上郡柏原町柏原1163番
- 成松出張所 - 氷上郡氷上町成松249番
- 鈴蘭台支店 - 神戸市北区鈴蘭台北町1丁目9番11号
- からと出張所 - 神戸市北区唐櫃台2丁目23番8号
- 北鈴蘭台支店 - 神戸市北区甲栄台1丁目2番3号
- 藤原台支店 - 神戸市北区藤原台中町1丁目2番2号
- フラワータウン支店 - 三田市弥生が丘1番11号
- ウッディタウン出張所 - 三田市すずかけ台1丁目3番1号
- 板宿支店 - 神戸市須磨区戎町2丁目2番6号
- 板宿北出張所 - 神戸市須磨区前池町3丁目2番1号
- 鷹取出張所 - 神戸市長田区長楽町4丁目4番15号
- 須磨ニュータウン支店 - 神戸市須磨区中落合2丁目2番5号
- 名谷北出張所 - 神戸市須磨区北落合4丁目5番
- 学園都市出張所 - 神戸市西区学園西町1丁目13番
- 名谷支店 - 神戸市須磨区菅の台3丁目14番
- 神戸西支店 - 神戸市長田区大橋町2丁目1番6号
- 西代出張所 - 神戸市長田区御屋敷通3丁目1番34号
- 垂水支店 - 神戸市垂水区神田町2番39号
- 塩屋出張所 - 神戸市垂水区塩屋町4丁目24番15号
- 福田出張所 - 神戸市垂水区東垂水町字菅ノ口633番1号
- 舞子支店 - 神戸市垂水区西舞子2丁目14番21号
- 上高丸支店 - 神戸市垂水区千鳥が丘3丁目19番9号
- 月見山支店 - 神戸市須磨区月見山本町1丁目9番27号
- 須磨出張所 - 神戸市須磨区須磨浦通5丁目1番18号
- 西神ニュータウン支店 - 神戸市西区糀台5丁目10番2号
- かりばプラザ出張所 - 神戸市西区狩場台3丁目9番15号
- 明石支店 - 明石市大明石町1丁目5番12号
- 明舞支店 - 明石市松が丘2丁目3番7号
- 神陵台出張所 - 神戸市垂水区神陵台7丁目13番17号
- 西明石支店 - 明石市和坂12番5号
- 大久保支店 - 明石市大久保町福田194番
- 土山支店 - 明石市魚住町清水2203番
- 大久保東支店 - 明石市大久保町高丘3丁目1番1号
- 魚住支店 - 明石市魚住町清水140番3号
- 玉津支店 - 神戸市西区王塚台7丁目85番
- 二見支店 - 明石市二見町西二見89番7号
- 岩岡支店 - 神戸市西区竜が岡1丁目3番4号
- 伊川谷支店 - 神戸市西区池上2丁目22番6号
- 加古川支店 - 加古川市加古川町溝ノ口510番3号
- 東加古川支店 - 加古川市平岡町新在家2丁目264番18号
- 宝殿支店 - 高砂市米田町米田136番2号
- 高砂支店 - 高砂市荒井町中新町8番18号
- かん野支店 - 加古川市新神野5丁目7番3号
- 稲美支店 - 加古郡稲美町国岡字田中282番1号
- 別府支店 - 加古川市別府町緑町1番
- 西脇支店 - 西脇市西脇331番
- 黒田庄出張所 - 多可郡黒田庄町喜多字天神前491番1号
- 三木支店 - 三木市本町2丁目9番13号
- 小野支店 - 小野市本町33番
- 加西支店 - 加西市北条町横尾298番1号
- 北条支店 - 加西市北条町北条字東町1005番1号
- 志染支店 - 三木市志染町西自由が丘1番177号
- 社滝野支店 - 加東郡社町梶原字平間358番1号
- 洲本支店 - 洲本市本町4丁目4番17号
- 岩屋出張所 - 津名郡淡路町岩屋989番
- 津名支店 - 津名郡津名町志筑3111番17号
- 志筑支店 - 津名郡津名町志筑3310番
- 鮎原出張所 - 津名郡鮎原村南谷444番12号
- 西浦出張所 - 津名郡北淡町室津2357番
- 仮屋出張所 - 津名郡淡路町久留麻2341番
- 福良支店 - 三原郡南淡町福良甲512番
- 市支店
- 三原支店 - 三原郡三原町市青木100番2号
- 市村出張所 - 三原郡三原町市市579番
- 姫路支店 - 姫路市本町238番
- 家島支店 - 飾磨郡家島町真浦2140番
- 坊勢出張所 - 飾磨郡家島町坊勢157番
- 竜野支店 - 龍野市龍野町富永字小川原150番
- 網干支店 - 姫路市網干区新在家1407番
- 山崎支店 - 宍粟郡山崎町鹿沢字東桜町57番5号
- 佐用出張所 - 佐用郡中安村米田138番
- 豊岡支店 - 豊岡市中央7番30号
- 和田山出張所 - 朝来郡和田山町寺谷559番
- 城崎支店 - 城崎郡城崎町湯島132番
- 浜坂出張所 - 美方郡浜坂町浜坂字京口1丁目938番
- 姫路北支店 - 姫路市田寺2丁目8番17号
- 姫路中央支店 - 姫路市南駅前町100番
- 香呂支店 - 神崎郡香寺町中仁野301番3号
- 福崎出張所 - 神崎郡福崎町馬田字前淵161番2号
- 飾磨支店 - 姫路市飾磨区清水152番
- 菅野出張所 - 飾磨郡菅野村莇野38番2号
- 赤穂支店 - 赤穂市加里屋駅前町66番8号
- 今宿支店 - 姫路市今宿1439番2号
- 岡山支店 - 岡山市幸町8番22号
- 大供支店
- 倉敷支店 - 倉敷市阿知3丁目2番3号
- 津山支店 - 津山市小姓町2番1号
- 高松支店 - 高松市磨屋町9番
- 三条支店 - 高松市上之町3丁目9番22号
- 花園支店 - 高松市観光通2丁目8番27号
- 高松南支店 - 高松市東ハゼ町1番15号
- 坂出支店 - 坂出市入船町1丁目1番4号
- 丸亀支店 - 丸亀市大手町1丁目3番1号
- 観音寺支店 - 観音寺市観音寺町甲1087番80号
- 引田支店 - 大川郡引田町2527番11号
- 高知支店 - 高知市本町1丁目2番2号
- 徳島支店 - 徳島市東船場町2番11号
- 阿南支店
- 富岡出張所 - 阿南市富岡町木松22番3号
- 鳴門支店 - 鳴門市撫養町南浜字東浜376番
- 板西出張所 - 板野郡板西町吹田字町南13番
- 小松島出張所 - 勝浦郡小松島町大字中郷字桜馬場54番
- 松山支店 - 松山市勝山町2丁目7番4号
- 今治支店 - 今治市常磐町4丁目1番11号
- 三島支店 - 伊予三島市中央1丁目5番1号
- 新居浜支店 - 新居浜市中須賀町2丁目2番7号
- ニューヨーク支店 - One Wall Street,40th Floor New York,N.Y. 10005 USA
- ロンドン駐在員事務所 - 5F,Peninsular House,30－36 Monument Street,London EC 3R 8LJ United Kingdom
- 香港駐在員事務所 - 3504B Far East Finance Centre,16 Harcourt Road,Hong Kong

## 関連会社
- 兵銀ファクター
- センコー産業
- 兵銀コンピューターサービス
- 兵庫クレジットサービス
- 兵庫不動産
- 兵銀リース
- 兵庫ファイナンス
- 兵庫データシステム
- 兵庫経済研究所
- 兵庫抵当証券
- 兵銀キャピタル
- 兵銀オフィスサービス
- 兵銀投資顧問
- 兵銀ジェーシービー
- 兵庫ワイドサービス
- 兵庫アクティブ
- 兵銀不動産調査
- 兵庫銀行文化振興財団
- 兵庫保険代行
- 兵庫シーランド

## 備考
- 神戸市バスの車内、壁に取り付けられた降車ボタンの下にある注意書きと山陽電気鉄道の駅名看板と停車駅案内看板のスポンサーは、現在みなと銀行であるが、これは、兵庫相互銀行→兵庫銀行→みどり銀行と変遷したものである。
- 高松市磨屋町の中央通り沿いに、高松支店の入居していた建物が2004年まで残っていた（現在は取り壊され、跡地にファミリーマートが建っている）。一時期日興コーディアル証券（現・SMBC日興証券）高松支店がビル建替えのため同所を仮店舗として使用していた。
- 兵庫銀行・みどり銀行時代まで名古屋市中村区にあった名古屋支店は、売却後に「みどり名古屋ビル」から「名駅前みどりビル」へ名前が変更され、テナントビルとして現存している。
- 豊岡支店は廃止後、姫路中央支店に業務が移管されたが、みなと銀行になり、北兵庫信用組合を吸収合併した際に再度店舗を出店している。旧・豊岡支店所在地（道を隔てた向かい側に三井住友銀行豊岡支店が所在）には但馬銀行豊岡東支店が出店している。
- 今治支店跡地は愛媛新聞社今治支社、松山支店跡地はローソンになっている。
- 徳島支店跡地はマンション「アンヴィル東船場」、富岡出張所はプライムビルになっている。
- 兵庫県内には有力な地方銀行が存在せず、第一地方銀行は但馬銀行（本店:豊岡市）があるのみで、あまり強力とはいえない。播州地区においては、銀行よりも信用金庫が発展してきた。また、兵庫県・神戸市ともども指定金融機関は、神戸銀行の流れを汲む三井住友銀行が現在も担っている（他に、姫路市・明石市・加古川市・西脇市・洲本市などが三井住友銀行を指定金融機関としている）。更に同行が厳しい状況に置かれている事から、他府県の地方銀行の進出が盛んになっている。
- インヴァスト証券は、元は兵庫銀行（現・みなと銀行）系の証券会社が源流で、丸起証券→こうべ証券（後のKOBE証券）と社名を変更。その後再度社名を変更し現在の社名になっている。
- 通帳の日付印字には邦銀では珍しい西暦を使用していた。通帳印字書式は旧住友銀行のものと共通であった。これらはみどり銀行にもそのまま引き継がれたが、みなと銀行になった際に、兵庫銀行ならびにみどり銀行の通帳を強制切替する対応にて初日からシステム統合がなされている。
- クレジットカードに関しては、関連会社「兵庫カード」を設立してVISAジャパン協会（VJA）に加盟し、比較的早い時期からVISAカードを発行していた。後のみなと銀行系のカード会社「みなとカード」もVJAに加盟しているが、合併前の阪神銀行はUCカード陣営だった。末期にはJCBカードも取り扱っていた。
- マスコットキャラクターはサンリオのポチャッコとてつなぎクマを起用していた。ポチャッコのみみどり銀行に引き継がれたが、両者ともみなと銀行には引き継がれていない。